# Marie Alloy
Marie Alloy, née à Hénin-Beaumont (Pas-de-Calais) le 2 juillet 1951, est une peintre, graveuse et éditrice française. Le travail de l'artiste s'enracine dans le pays minier du Nord et du Pas de calais, territoire de mémoire auquel elle consacre son premier ouvrage, Scories, publié par Sarah Wiame. Elle est également l'auteur de plusieurs ouvrages ainsi que de textes publiés dans les revues Théodore Balmoral, L'Atelier contemporain, Nord’, NU(e), Sept, Scherzo, Verso Arts et Lettres.

## Carrière
Elle a fondé sa maison d’édition de livres d’artiste Le silence qui roule en 1993 dans laquelle elle accompagne de ses œuvres graphiques les poèmes d’auteurs contemporains.
« Les livres d’artiste de Marie Alloy sont tous accompagnés de nombreuses gravures originales (plus rarement d’aquarelles) créées et tirées par elle-même sur sa presse à taille-douce. Ses créations accompagnent des poèmes inédits d’auteurs contemporains dans une architecture du livre et un choix de mise en page et de typographie uniques pour chaque ouvrage. »
« Végétale, minérale, quasi organique, l’œuvre entière de Marie Alloy puise ses racines dans la terre profonde. Comme pour les peintures à l'huile, les gravures de l'artiste s'appuient sur les paysages. Les sillons laissés par la technique créent des ombres et des lumières sur papier velin. » En 2016, le musée des Beaux-Arts d'Orléans a présenté dans ses vitrines une exposition de peintures de l'artiste.
Depuis 2018, à la collection de bibliophilie sont venues s'ajouter plusieurs collections d'édition courante. Marie Alloy prolonge ses éditions de livres d’artiste par la création d’une édition courante du même nom où elle réalise des ouvrages avec trois collections Poésie du Silence, Cahiers du Silence, et depuis septembre 2021 Ateliers du Silence.
En 2021, les livres d'artistes que Marie Alloy a réalisés pour les poèmes de Pierre Dhainaut ont été présentés dans une exposition rétrospective « La Poésie de Pierre Dhainaut à travers les livres d'artiste » au Centre d'arts plastiques et visuels de Lille,.
La même année, une exposition rétrospective présente peintures, gravures et livres de l'artiste à l'Église Saint-Étienne de Beaugency.

## Publications
- Scories, poèmes, illustrations de Sarah Wiame, éditions Céphéides, 1999.
- Quatre Paysages, poèmes et gravures, Le Silence qui roule, 1999.
- La Chambre rose, in Fortunes du regard, ouvrage collectif, Espace Paul Ricard, 1999.
- L’Animal à l’épreuve de la gravure, in Le Bestiaire de Chambord, Clinique de Saumery, 1999 (BNF 42371392).
- Dénudités, figures défigurées, in Du corps à la ligne, comme un chemin de morsures, de Jean Pierre Vidal, éditions Le Silence qui roule, 2000.
- Traversées du tableau, in Strates, ouvrage collectif sur Jacques Dupin, éditions Farrago, 2000 (BNF 37109698).
- Taille douce incisive, Wigwam éditions, 2001 (BNF 40049962).
- Corot, Un chemin d’enfance, éditions Invenit, 2012 (BNF 42233163).
- L'Empreinte du visible, Éditions Al Manar, 2017 (présentation en ligne).
- Cette Lumière qui peint le monde, Editions L'Herbe qui tremble, 2017 (présentation en ligne).
- Le Fil de givre, peintures de Marie Alloy et poèmes d'Isabelle Lévesque, éd. Al Manar, 2018.
- La Couleur manquante, Éditions Le Bateau Fantôme, 2021 (présentation en ligne).
- L'Empreinte des saisons (cat. exp.), Éditions Le Silence qui roule, avec un texte de Christophe Mahy, 2021 (présentation en ligne).
- Ciel de pierre, éditions Les Lieux-Dits, 2022.
- La Ligne d'ombre, éditions Al Manar, 2024.
- Noir au fond, poèmes et gravures, Voix d’encre, 2025.